# 相原えみり
相原 えみり（あいはら えみり、1993年11月24日 - ）は、日本の女優、ダンサー、振付師である。神奈川県茅ヶ崎市出身。
アイドルユニット『ちゃい夢(ちゃいむ)』の元メンバー。現在は舞台を中心に活動中。

## 来歴
平均年齢6.4歳という史上最年少の音楽ユニット「ちゃい夢」のメンバーとして2001年10月16日、日本クラウンからCDデビュー。第一期メンバーとして参加。
その後はジュニアミュージカルを中心に活動。2014年から5人組のダンスボーカルユニット「BeBee Land(ビービーランド)」に参加していた。2016年からはダンスボーカルグループ「るいとも」をプロデュース(リーダー)。2017年の公演「ナカマハタカラ」では、脚本・演出・主演・初プロデュースをこなす。

## 人物
- 愛称は「わさお」
- 妹はアイドルユニット元乙女新党の相原まり[1]
- 舞台「吾が輩は狸である」コロスミュージカル版 (2017年11月23日～26日(全8公演))では、キャストの降板により本番前日にメインのメリタン役に入り、全公演を無事に務め上げる。
- 振付と出演の舞台「ナナナナ-七夕の夜に-」(2024年7月3日～7日(全8公演))では、初日にキャストが怪我のため降板により急遽2日目からメインのヒメカ役にキャスト変更し、千穐楽まで無事に務め上げる。
- 特技は歌、ジャズダンス、ヒップホップダンス、タップダンス、振り付け、妄想
- 持っている資格は厚生労働省認定HIPHOP基礎指導士、スキューバダイビング

## おもな出演作品

### 舞台
- ミュージカル「The Little Ghost」(2003年/博品館劇場)えみり役
- ミュージカル「フレンズ〜ガラクタ怪獣のなみだ〜」(2006年/シアターサンモール)牧野涼子(マキ)役
- ミュージカル「ココスマイル5〜明日へのロックンロール〜」(2007年/スペース・ゼロ)シオン役
- 舞台「ラブリーズ〜君に捧げるハーモニー〜」(2008年/下北沢小劇場楽園)安達あげ葉役
- ミュージカル「トゥインクル〜君がくれたもの〜」(2008年/茅ヶ崎文化会館)主演ヒカル役
- ミュージカル「Girls' collection」(2009年/シアター1010)
- ミュージカル「トゥインクル〜君がくれたもの〜2009」(2009年/茅ヶ崎文化会館)主演ヒカル役
- ミュージカル「シャバダバダ！」(2009年/銀座みゆき館)
- ミュージカル「真夏の夜の夢 LOVE 2010」(2010年/ムーブ町屋)パック役
- ミュージカル「原石Club Vol.3【シャバダバダ！】9月公演」(2010年/銀座みゆき館劇場)
- ミュージカル「歓喜の歌－よろこびのうた－」(2010年/前進座劇場)佐伯恵役
- 「原石Club Vol.4【シャバダバダ！】総集編」（2010年/銀座みゆき館劇場）
- 「ComedyShow OH! MY GOD!」（2010年/銀座みゆき館劇場）
- 海賊のように飲む会 Vol.1「次の方どうぞ〜悩める私達に愛の手を〜」（2011年/吉祥寺スターパインズカフェ）主演未来役
- アリスインクロノパラドックス（2011年/池袋・シアターグリーン BOXinBOXシアター）極楽寺美雪役（中西悠綺とのダブルキャスト）
- プール・サイド・ストーリー（2011年/赤坂REDシアター）邦子役
- 「ComedyShow OH! MY GOD!」（2011年/銀座みゆき館劇場）
- 郡司企画プロデュース記念公演VOL.104ミュージカル「GANG がんばれ、タイガー！」(2011年/成城ホール)プラム役
- CAP企画vol.5 「A-15〜アイゴ〜」作・演出：鄭光誠(2012年/劇場MOMO)アキ役
- 「ComedyShow OH! MY GOD!」（2012年/銀座みゆき館劇場）
- 「見えない人たち」(2013年/銀座みゆき館劇場)
- ラジオドラマ風朗読劇「あぁ、ガス欠」(2013年/銀座みゆき館劇場)ナナ役
- ミュージカル「ダンスレボリューション〜ホントのワタシ」(2013年/築地ブディストホール)かおり役、振り付け
- ラジオドラマ風朗読劇「スガナレル」(2015年/銀座みゆき館劇場)セリ―役
- ミュージカル「ダンスレボリューション〜ホントのワタシ」(2015年/築地ブディストホール)かおり役、振り付け
- ミュージカル「［番外編］ダンスレボリューション〜ソノトキのワタシ」(2015年/築地ブディストホール)かおり役、振り付け
- 「あなたを待ちながら」(2015年/築地ブディストホール)チカコスズキ役
- 「ComedyShow OH! MY GOD!」（2016年/築地ブディストホール）出演、振り付け
- 「年の始めのためしとて」タナと毒の女王（2016年/萬劇場）安藤奈月役
- 「Toy Box」（2016年/浅草5656会館）出演、振り付け
- ミュージカル「夢に向かって〜ブルースな日々〜」（2016年/築地ブディストホール）ナナ役
- 第四回園田演劇祭「バックホーム」（2016年/スペース梟門）
- ミュージカル「ダンスレボリューション〜ホントのワタシ〜2016」(2016年/築地ブディストホール)かおり役、振り付け
- ミュージカル「［番外編］ダンスレボリューション〜ソノトキのワタシ〜2016」(2016年/築地ブディストホール)振り付け
- 「レディ・ア・ゴーゴー!!」脚本:米山和仁(劇団ホチキス)演出:伊勢直弘(2016年/中野BONBON)蓮見華菫役
- 「ComedyShow OH! MY GOD!」（2017年/築地ブディストホール）出演、振り付け
- 「The Red Moon Night」（2017年/新宿村LIVE）花さん役
- 「ZEST」episode２（2017年/南青山 Future SEVEN）恵麻役、振り付け
- 「ナカマハタカラ」（2017年/参宮橋トランスミッション）脚本・演出・主演・初プロデュース公演
- ミュージカル「ダンスレボリューション～ホントのワタシ～2017」（2017年/築地ブディストホール）振り付け
- ミュージカル「［番外編］ダンスレボリューション～ソノトキのワタシ～2017」（2017年/築地ブディストホール）振り付け
- 「ⅢGD」（2017年/築地ブディストホール）主演イート役
- 「吾が輩は狸である」コロスミュージカル版（2017年/築地ブディストホール）
- 「ComedyShow OH! MY GOD!」（2018年/築地ブディストホール）出演、振り付け
- 「レディ・ア・ゴーゴー!!」脚本:米山和仁(劇団ホチキス)演出:伊勢直弘（2018年/新宿村LIVE）振り付け
- 「天満月のネコ」（2018年/新宿村LIVE）出演、振り付け
- mosaique season1 REAL‐LOVE File1「PRISM」 （2018年/DDD AOYAMA CROSS THEATER）出演、振り付け
- 音楽劇「ブルースな日々〜夢に向かって〜」（2018年/築地ブディストホール）ナナ役
- 「ハイスクール奇面組2」（2018年/草月ホール）振り付け
- ミュージカル「ダンスレボリューション～ホントのワタシ～2018」（2018年/築地ブディストホール）出演、振り付け
- mosaïque season1 REAL‐LOVE File2「RAIN」（2018年/渋谷シダックスホール）出演
- アドリブ心理劇「レジスタンスイレブン」（2018年/コフレリオ新宿シアター）出演
- 「麗しのダンスマスター」（2018年/新宿村ライブ）井上詩美役
- 「ComedyShow OH! MY GOD!～2019」（2019年/築地ブディストホール）出演、振り付け
- 「SECW」（2019年/シアターグリーン BIG TREE THEATER）未来みえ役、振り付け
- 「幕末太陽傳 外伝」（2019年/三越劇場）振り付け
- 「バックホーム」（2019年/オメガ東京）演出、振り付け
- ミュージカル「ダンスレボリューション～ホントのワタシ～2019」（2019年/築地ブディストホール）振り付け
- ミュージカル「［番外編］ダンスレボリューション～ソノトキのワタシ～2019」（2019年/築地ブディストホール）振り付け
- 「Girls forever?」（2019年/築地ブディストホール）主演・イート役
- ミュージカル 「ブルースな日々～夢に向かって～」（2019年/築地ブディストホール） ナナ役
- 「さらざんまい」（2019年/シアター1010、COOL JAPAN PARK OSAKA WWホール）振付指導
- 「レディ・ア・ゴーゴー!!2019」（2019年/新宿村ライブ）振り付け
- 「赤西礼保 ワンマンライブ」（2019年/白金高輪セレネスタジオb2）バックダンサー
- 「青春歌闘劇バトリズムステージNOTICE」（2020年/草月ホール）振り付け
- 「青春歌闘劇バトリズムステージNOTICE」2020年 振り付け
- 「青春歌闘劇バトリズムステージVOID」2020年8月 振り付け
- 「レディ・ア・ゴーゴー！！」2020年12月 振り付け
- 「青春歌闘劇バトリズムステージinitio」2021年1月 振り付け
- 「NightCarnival」2021年4月 振り付け、出演
- 「流星セブン」（2021年5月/さくらホール）振り付け
- 「ダンスレボリューション 」2021年8月 振り付け（新型コロナウイルスの影響で中止）
- 芸能事務所CUBUグループ「インフィニティ」振り付け
- 原案あんさんぶるスターズ! 劇団『ドラマティカ』ACT1「西遊記」（10月 11月 東京/日本青年館ホール、兵庫/AiiA2.5Theater Kobe、東京/TACHIKAWA STAGE GARDEN）振り付け
- 「レディ・ア・ゴーゴー!!」2021年12月 振り付け
- 「バトリズムステージTHE LIVE」2022年1月 約40曲振り付け
- 「イケメン戦国THE LIVE」2022年1月 約20曲振り付け
- 原案あんさんぶるスターズ! 劇団『ドラマティカ』ACT2／Phantom and Invisible Resonance（6月 7月 東京/品川プリンスホテル ステラボール、大阪/東大阪市文化創造館 Dream House 大ホール、京都/京都劇場）振り付け
- ミュージカル「チャーリーとチョコレート工場」(2023年10月　東京/帝国劇場、2024年1月　福岡・博多座、1月〜2月　大阪フェスティバルホール)出演
- おぶちゃDance Stage「ナナナナ-七夕の夜に-」（2024年7月/六行会ホール）[2]

### テレビ
- ものまねバトル（日本テレビ）
- ジャスト密着レポート（TBS）
- リアルタイム（毎日放送）
- エクスプレス（TBS）
- スーパーJチャンネル（テレビ朝日）
- トゥナイト（テレビ朝日）
- おはスタ 夏休みレギュラー（テレビ東京）
- 電リクビートボックス（MXTV）

### 映画
- 闇金ウシジマくん 監督:山口雅俊(2012年8月25日公開)
- じんじん 監督:山田大樹(2013年7月13日公開)
- P&G Japan Pantene「Cinderella Project」WEB MOVIE(2011年12月～)
- 「20歳のソウル」出演、振り付け

### LIVE
- サンリオピューロランド コスプレフェスタ(2017年)ダンサー
- 都内のライブハウスにてダンスボーカルグループ「るいとも」として活動。
- 大手テーマパークにてアカペラライブ　レギュラー出演予定※中止
- 「THE ENT SHOW」2021年3月 主催ライブ

### CM
- リカルデントガム

### CD
「ちゃい夢」名義
- チェキラ！ C/W さたでない
- ディスコでDOYO！ C/W おおきな古時計
- Child Dream

### イベント
- ナルミヤファッションショー
- トリンプ「リトルエンジェル」
- MINI-K イメージキャラクター

### ラジオ
- FM富士「アイドルパーティー」ゲスト出演
- レディオ湘南「GOOD MORNING湘南」ゲスト出演
- FMうらやす「Marieのマジック イン・ザ・レディオ」
- FM西東京「ライブシーンを彩る女神たち」